# 萍實海梅介
萍實海梅介（学名：Hermanites penshih）为半花介科海梅介屬下的一个种。